# Цыплаков, Виктор Васильевич
Виктор Васильевич Цыплаков (род. 19 декабря 1937, Москва) — советский хоккеист, нападающий. Заслуженный мастер спорта СССР (1969).

## Биография
С 8 лет начал заниматься в клубе «Локомотив». Выступал за «Локомотив» (1955—1972, 1974—1976), в 1972—1974 играл за «Клагенфурт» (Австрия).
Третий призёр чемпионата СССР 1961.
В чемпионатах СССР — 465 матчей, 263 гола. В чемпионатах Австрии — 65 игр, 61 шайба. В Еврокубке — 5 шайб, в Кубке СССР — 28 шайб.
Третий призёр ЧМ 1961 (5 матчей, 1 гол).
Входил в список 34 лучших хоккеистов СССР в 1964 году.
Закончив играть, поступил в высшую школу тренеров и по окончании её стал тренером команды мастеров «Локомотив» Москва. Тренер-консультант в СДЮШОР «Спартак». Внук — хоккеист Максим Цыплаков.